# Oncle Yanco
Pour plus de détails, voir Fiche technique et Distribution.
Oncle Yanco ou Uncle Yanco est un court métrage documentaire français écrit et réalisé par Agnès Varda et sorti en 1967.

## Synopsis
« C'est un portrait-reportage du peintre Jean Varda (en) (1893-1971), mon oncle [qui est en réalité son cousin]. Dans les faubourgs aquatiques de San Francisco (Sausalito), il navigue à la voile latine et peint des villes célestes et byzantines, car il est grec. Il est aussi très lié au jeune mouvement américain et reçoit des hippies et des contestataires dans son bateau-maison. » (Agnès Varda)[réf. nécessaire]

## Fiche technique
- Réalisation et scénario : Agnès Varda
- Assistant : Jean Hamon
- Caméra : David Myers et Didier Tarot
- Son : Paul Oppenheim et Jacques Maumont
- Montage : Roger Ihklef
- Musique : Yánnis Spanós, Richard Lawrence et Albinoni
- Durée : 18 minutes
- Format : couleur - 35 mm